# Pau Miquel
Pour les articles homonymes, voir Miquel.
Miquel  Delgado est un nom espagnol. Le premier nom de famille, en général paternel, est Miquel ; le second, en général maternel, souvent omis, est Delgado.
Pau Miquel Delgado, né le 20 août 2000 à Sant Quirze del Vallès, est un coureur cycliste espagnol. Il est membre de l'équipe Kern Pharma.

## Biographie

### Carrière amateur
Pau Miquel commence le cyclisme en 2012 dans un club de VTT de Sabadell,. Il mène de front sa carrière sportive et des études de psychologie.
En 2016, il termine deuxième de la course en ligne et troisième du contre-la-montre aux championnats d'Espagne cadets (moins de 17 ans). L'année suivante, il se classe troisième du championnat d'Espagne du contre-la-montre juniors (moins de 19 ans). Il finit ensuite troisième au classement final de la Coupe d'Espagne juniors en 2018, grâce notamment à son succès sur la Cursa Ciclista del Llobregat. La même année, il connaît ses premières sélections en équipe nationale, notamment pour Paris-Roubaix juniors ou les championnats d'Europe.
En 2019, il signe chez Lizarte pour son passage chez les espoirs (moins de 23 ans). Lors de la saison 2022, il s'illustre en remportant deux manches ainsi que le classement final de la Coupe d'Espagne amateurs. Il obtient également de nombreuses places d'honneur. En juillet, il dispute le Tour de la Vallée d'Aoste, où il se classe sixième d'une étape. 

### Carrière professionnelle
Après y avoir été stagiaire, il passe professionnel en 2022 au sein de la formation Kern Pharma, elle-même liée au club Lizarte. 
Testé positif au SARS-CoV-2, Pau Miquel, comme ses coéquipiers Héctor Carretero et Roger Adrià, est non-partant lors de la onzième étape du Tour d'Espagne 2022.

## Palmarès

### Palmarès amateur
| - 2016 - 2e du championnat d'Espagne sur route cadets - 3e du championnat d'Espagne du contre-la-montre cadets - 2017 - 3e du championnat d'Espagne du contre-la-montre juniors - 2018 - Cursa Ciclista del Llobregat - 3e de la Coupe d'Espagne juniors - 2019 - 1re étape du Tour de Galice (contre-la-montre par équipes) - 3e du Premio Primavera | - 2021 - Vainqueur de la Coupe d'Espagne amateurs - Mémorial Valenciaga - Mémorial Pascual Momparler - 2e du Mémorial Zunzarren - 2e de la Santikutz Klasika - 3e de la Zumaiako Saria - 3e du Mémorial Santisteban - 3e du Grand Prix de la ville de Vigo - 3e du Trophée Guerrita |  |

### Palmarès professionnel
- 2024
  - 3e de la Classique d'Ordizia

## Résultats sur les grands tours

### Tour d'Espagne
2 participations
- 2022 : non-partant (11e étape)
- 2024 : 58e

## Classements mondiaux
| Année                                 | 2021  | 2022  | 2023 | 2024 |
| ------------------------------------- | ----- | ----- | ---- | ---- |
| Classement mondial                    | 2123e | 1202e | 964e | 146e |
| UCI Europe Tour                       | 1441e | 841e  | nc   | 118e |
|                                       |       |       |      |      |
| Légende : nc = non classéSource : UCI |       |       |      |      |